# Olympische Jugend-Sommerspiele 2018/Teilnehmer (Malawi)
| Gelbes Symbol für Goldmedaillen mit stilisierten Olympischen Ringen | Graues Symbol für Silbermedaillen mit stilisierten Olympischen Ringen | Braundes Symbol für Bronzemedaillen mit stilisierten Olympischen Ringen |
| ------------------------------------------------------------------- | --------------------------------------------------------------------- | ----------------------------------------------------------------------- |
| —                                                                   | —                                                                     | —                                                                       |

Die Jugend-Olympiamannschaft aus Malawi für die III. Olympischen Jugend-Sommerspiele vom 6. bis 18. Oktober 2018 in Buenos Aires (Argentinien) bestand aus vier Athleten.

## Athleten nach Sportarten

### Leichtathletik
| Mädchen - Moneyi Chingaipe 3000 m: 17. Platz | Jungen - Dalitso Gunde 400 m: disqualifiziert (2. Lauf) |

### Schwimmen
| Mädchen - Tayamika Chang'anamuno 50 m Freistil: 47. Platz 50 m Rücken: 37. Platz | Jungen - Murray Macpherson 50 m Freistil: 42. Platz 080 m Freistil: 26. Platz |